# Waiting on a Friend
"Waiting on a Friend" er en sang fra rock ‘n’ roll bandet The Rolling Stones album fra 1981 Tattoo You.
Indspilningerne til ”Waiting on a Friend” begyndte sent i 1972, op gennem 1973 i Kingston Jamaica, under albummets Goats Head Soup tilblivelse, da bandet stadig havde Mick Taylor i bandet. Hans guitar blev overdubbet ved optagelserne i april, 1981, da sangen blev valgt af Tattoo You produceren Chris Kimsey, som en af de sange bandet skulle arbejde med til albummet.
Keith Richards sagde om sangen i bogen Ifølge The Rolling Stones:” ” Waiting on a Friend” er en af de sange man nogle gange skriver, og når så hører den igen tænker man:” Hvad handlede den egentlig om?” Det er mest bare en sød sang, og jeg tror ikke, der er nogen hemmelig dagsorden. Meget få af de ting vi har skrevet, har nogen som helst at gøre med det der virkelig sker, af den simple grund at vi har alt for meget at skjule !”
Teksten viser om en mere moden side af sangeren Mick Jagger. Han fortæller om at skubbe kvinder lidt i baggrunden for, at prøve finde mere mening i sit liv, og opdage de virkelige venner i livet: 
| Citat | Don't need a whore, I don't need no booze, don't need a virgin priest. But I need someone I can cry to, I need someone to protect | Citat |
|       | |       |

Musikerne der indspillede nummeret var følgende. Jagger var forsanger, mens Richards og Taylor spillede de elektriske guitarer. Trommerne spillede Charlie Watts, mens Bill Wyman spillede bass. Sonny Rollins spillede saxofon, og Nicky Hopkins klaveret. Koret bestod af Richards og Jagger .  
Nummeret blev udgivet som den anden single efter ”Start Me Up”, og ”Waiting on a Friend” blev nummer 13. i USA på singles charts. Helt så godt gik det ikke i Europa, hvor den kun fik en 50. plads på UK Singles Chart.
Selvom den både var på Rewind (1971-1984) og senere Jump Back, kom den ikke med på 2002 opsamlingsalbummet Forty Licks. En live version blev optaget under deres Bridges to Babylon Tour, og udgivet på 1998 live albummet No Security.

## Eksterne kilder og henvisninger
- Officiel tekst Arkiveret 27. september 2007 hos  Wayback Machine
- Tekst og info om “Waiting on a Friend”
- Facts om “Waiting On A Friend”

### Fodnote
1. ↑  Ifølge The Rolling Stones, 2003
2. ↑  Waiting On A Friend